# Урусов, Александр Васильевич

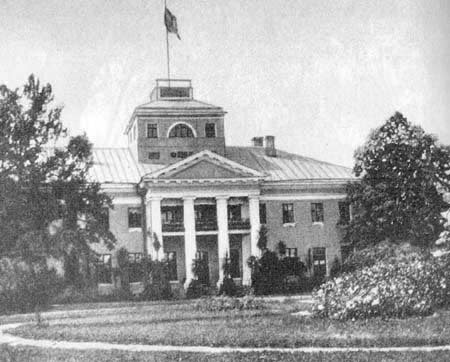
Усадебный дом в Александровском

Князь Александр Васильевич Урусов (3 октября 1729 — 11 мая 1813) — генерал-майор русской императорской армии, устроитель подмосковной усадьбы Долголядье (Александровское).

## Биография
Сын князя Василия Алексеевича Урусова (из старшей ветви рода Урусовых). Не получив от родителей сколько-нибудь значительного наследства, обеспечил своё благосостояние игрой в карты и нажил таким образом несколько тысяч душ крепостных. При этом никто не мог заподозрить его в шулерстве. Фигурирует в списке завзятых картёжников, составленном московским губернатором для Екатерины II.
Служил в лейб-гвардии Семёновском полку (в 1755 году каптенармус). Возможно, это тот самый флигель-адъютант Урусов, который встречается в записках Болотова как его проводник по царскому дворцу в Петербурге. Выйдя в отставку в генерал-майорском чине, поселился в Москве. Удача в картах позволила ему купить дом на Английской набережной Невы и сельцо Долголядье (Осташёво) в Волоколамском уезде, которое он стал обустраивать как усадьбу под названием «Александровское».
В апреле 1771 года возглавлял карательную экспедицию по подавлению Кижского восстания.

У него было много родственников, по большей части люди бедные и почти все без особенного образования. Родственники князя навещали его и надоедали ему. Он часто бранил их при всех, ибо видел, с каким нетерпением они ожидали смерти его, чтобы завладеть имением.

С родным братом Петром, основавшим Петровский театр, Александр Васильевич, раз поссорившись, не виделся целых 30 лет, хотя оба они жили в Москве на соседних улицах. В июле 1778 года женился на Анне Андреевне (1742—1804), сестре А. А. Волкова и вдове Н. Е. Муравьёва, в которую давно был влюблён. Венчались в соборе Св. Исаакия Далматского, поручителями их были Аполлон и Александр Волковы, А. Саблуков и С. Плещеев. Московскому обществу княгиня Урусова была известна как близкая подруга губернаторши Анны Чернышёвой. Из-за несходства характеров супруги после рождения дочери жили в разных домах, хотя и не порывали окончательно своих отношений. 

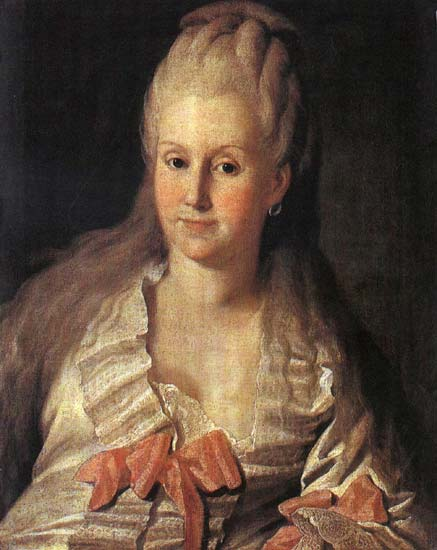
Жена Анна Андреевна

Князь Урусов планировал передать свои имения единственной дочери Софье (в крещении Вера; 29.08.1779—26.04.1801), которая была повенчана 28 января 1800 года с бароном Александром Сергеевичем Строгановым. Через несколько дней после рождения дочери Веры она скончалась; ещё через неделю за ней последовала и малютка. Эта утрата сильно подействовала на 70-летнего старика и на его супругу. Предназначавшаяся для дочери подмосковная усадьба Люблино была ими продана, ибо «соседство с усадьбой Кузьминки, принадлежавшей родственникам зятя, напоминало о семейной трагедии».
В том же году Урусов назначил своим наследником пасынка Николая Муравьёва, который переехал в его московский дом, откуда стал управлять имениями князя. Домочадцы вспоминали отставного генерала как человека упрямого и вспыльчивого до грубости: «Счастье избаловало старика, и он часто бывал несносен. Он был очень скуп, но при этом иногда помогал большими суммами своим родственникам, наперёд побранив их порядочно».
2 апреля 1804 года после долгой болезни умерла княгиня Урусова, которая по словам родственника, была очень злой женщиной. Я. И. Булгаков писал сыну, что в Москве «наконец, к общей радости родни, умерла Анна Александровна Урусова, женщина старая, сумасбродная и большие хлопоты им всем причинявшая».
Князь Урусов умер вскоре после изгнания французов из Москвы и был похоронен в Донском монастыре. Несмотря на периодические ссоры, его имение унаследовало семейство Муравьёвых, в котором старого князя было принято называть «дедушкой».